# Bernd Steinhauser
Bernd Steinhauser (* 14. Juli 1952 in Ludwigsburg) ist ein deutscher Handballfunktionär.
Steinhauser ist Diplom-Kaufmann und studierte Betriebswirtschaftslehre mit dem Schwerpunktsfach Finanzbereich. Nach seinem Studium ging er zu Daimler-Benz. 1989 wurde er zum DHB-Vizepräsidenten für Finanzen berufen. Er galt als absoluter Quereinsteiger, der zuvor lediglich als Schüler mit dem Handballsport in Berührung kam. Der damalige DHB-Präsident Hans-Jürgen Hinrichs brachte seinen Kollegen von Daimler-Benz in das Präsidium des DHB. Am 15. Mai 1993 wurde Steinhauser dann beim 23. Ordentlichen Bundestag zum sechsten Präsidenten des Deutschen Handballbundes (DHB) gewählt und somit Nachfolger Hinrichs’. Bei seiner Wahl konnte er sich mit drei Stimmen Vorsprung gegen den favorisierten Heinz Jacobsen aus Kiel durchsetzen.
In Steinhausers Amtszeit fiel das Messerattentat der Handball-Weltmeisterschaft der Frauen 1997, bei der ein betrunkener deutscher Fan zwei ebenfalls alkoholisierte dänische Fans beim Halbfinalspiel Dänemark–Russland in der Max-Schmeling-Halle erstach. Als Reaktion darauf ließ Steinhauser den Sponsoringvertrag mit der Krombacher Brauerei auslaufen und kommentierte den Vorgang mit „Trotz finanzieller Einbußen müssen wir ein Signal setzen, daß Hochleistungssport und Alkohol nicht zusammengehören“.
Am 7. Oktober 1998 trat Steinhauser überraschend von seinem Amt als DHB-Präsident zurück.
Sein Nachfolger wurde Ulrich Strombach. Dieser hob den „Alkoholbann“ 1999 wieder auf.